# Protomegabaria stapfiana
Protomegabaria stapfiana är en emblikaväxtart som först beskrevs av Lucien Beille, och fick sitt nu gällande namn av John Hutchinson. Protomegabaria stapfiana ingår i släktet Protomegabaria och familjen emblikaväxter. Inga underarter finns listade i Catalogue of Life.